# Trilussa
Trilussa, eigentlich Carlo Alberto Salustri (* 26. Oktober 1871 in Rom; † 21. Dezember 1950 ebenda), war ein italienischer Schriftsteller. Er wurde für seine Gedichte im römischen Dialekt bekannt.

## Leben und Werk

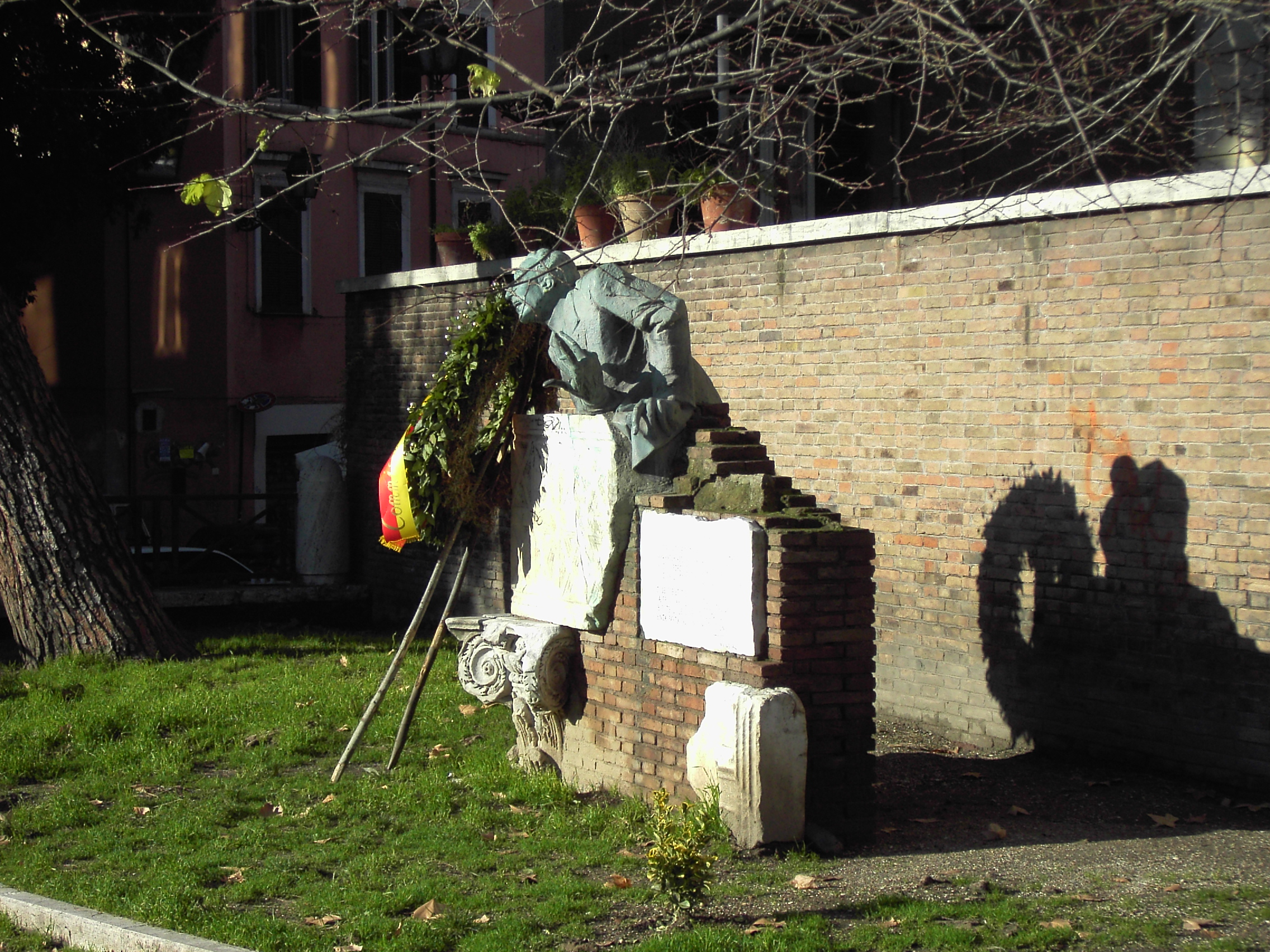
Trilussa-Denkmal in Trastevere

Nach einer Kindheit in Armut – im Alter von drei Jahren verlor er den Vater – und einer unregelmäßigen Schulausbildung hatte Trilussa schon in jungen Jahren sein literarisches Debüt, als er 1887 in Luigi Zanazzos Zeitschrift Il Rugantino römische Gedichte veröffentlichte. Danach schrieb er auch für anderen Zeitungen (Don Chisciotte, Capitan Fracassa, Il Messaggero, Il Travaso delle idee) und gab 1889 seinen ersten Gedichtband Le stelle di Roma (dt.: Die Sterne von Rom) heraus.
Sein Ruhm und seine Bedeutung stiegen besonders in den 1920er- und 1930er-Jahren, obwohl er sich keinem literarischen Zirkel anschloss und dafür umso lieber auf der Straße und in den Tavernen – den bevorzugten Quellen seiner Inspiration – aufhielt. Seine Dichtung befasst sich vor allem mit Roms Kleinbürgertum, mit der Hausfrau, dem Ladenverkäufer und dem Bediensteten, prangert aber auch die Verfehlungen der Regierungen und die Laster der Reichen in stark satirischer Weise an. Einige seiner Sonette stellen moralistische Fabeln nach dem Vorbild Äsops dar. Daneben fertigte er auch Zeichnungen und Skizzen an, von denen einige der posthum von Pietro Pancrazi veröffentlichten Gesamtwerkausgabe Tutte le poesie (1951) beigefügt wurden.
Trilussa wurde am 1. Dezember 1950 vom italienischen Staatspräsidenten Luigi Einaudi zum Senator auf Lebenszeit ernannt, starb aber bereits 20 Tage später.

## Zitate
„Roma de travertino,

rifatta de cartone,

saluta l'imbianchino,

suo prossimo padrone.“

„Rom aus Travertin,

mit Karton neu gemacht

grüßt den Anstreicher

seinen nächsten Herrn.“

## Bibliografie

### Originalausgaben
- Le stelle de Roma (1889)
- Quaranta sonetti (1895)
- Favole romanesche (1900)
- Caffè-concerto (1901)
- Er serrajo (1903)
- Ommini e bestie (1908)
- Le storie (1915)
- Lupi e agnelli (1919)
- Le cose (1922)
- La gente (1927)

### Deutsche Übersetzungen
- Die bekehrte Schlange und siebenundzwanzig andere Fabeln. Frankfurt a. M.: Trajanus-Presse, 1952
- Der erste Haifisch und andere Fabeln. Frankfurt a. M.: Insel, 1962